# Karl Heide
Friedrich Heinrich Karl Heide (* 3. November 1906 in Hannover; † unbekannt) war ein deutscher Radrennfahrer.

## Sportliche Laufbahn
Heide war im Straßenradsport aktiv. Er war von 1930 bis 1943 Berufsfahrer in den deutschen Radsportteams Opel, Presto, Victoria und Adler. 1935 startete für die deutsche Nationalmannschaft in der Tour de France und schied dort auf der 8. Etappe aus. 1936 fuhr er die Tour erneut in der deutschen Mannschaft. Er gab das Rennen auf der 14. Etappe auf. 1938 schied er nach Überschreitung der Karenzzeit auf der 12. Etappe aus.
Das Eintagesrennen um den Großen Preis von Hannover gewann er 1936 vor Willy Kutschbach und Rudolf Risch. Hinter Kutschbach wurde er 1937 Zweiter im Rennen Rund um Dortmund. Rund um die Hainleite beendete er beim Sieg von Walter Nickel auf dem 5. Platz, ebenso wie Rund um Frankfurt. 1938 wurde er Vierter in der Harzrundfahrt. 1939 wurde er Sieger der Erzgebirgs-Rundfahrt.
Nach dem Zweiten Weltkrieg fuhr er bis 1950 einige Rennen, konnte aber keine Erfolge mehr erzielen.
In der Deutschland-Rundfahrt 1930 wurde er 18., 1937 16., 1938 19. der Gesamtwertung.